# Elseya irwini
Elseya irwini är en sköldpaddsart som beskrevs av John Cann 1997. Arten ingår i släktet Elseya och familjen ormhalssköldpaddor. Inga underarter finns listade i Catalogue of Life. Elseya irwini är döpt efter Bob Irwin från Beerwah i Queensland som är en av ägarna till Australia Zoo, och efter Steve Irwin.

## Utbredning
Arten lever enbart i de östra centrala delarna av Queensland i Australien. Den har återfunnits i floderna Burdekin, Johnstone och Hartleys Creek.